# Podhradí nad Dyjí
Podhradí nad Dyjí (in tedesco Freistein) è un comune della Repubblica Ceca facente parte del distretto di Znojmo, in Moravia Meridionale.